# Кемертелидзе, Этери Петровна
Этери Петровна Кемертелидзе (груз. ეთერ პეტრეს ასული ქემერტელიძე; род. 23 марта 1926) — советский и грузинский фармаколог. Доктор медицинских наук (1971). Профессор. Академик НАН Грузии. Заслуженный деятель науки Грузинской ССР (1982).
Депутат Совета Национальностей Верховного Совета СССР 11 созыва (1984—1989) от Грузинской ССР.

## Биография
Родилась 23 марта 1926 года в Сачхере в семье известного врача. В 1946 году с отличием закончила Тбилисский фармацевтический институт, а в 1951 году — аспирантуру Тбилисского химико-фармацевтического института. В 1953 году защитила кандидатскую диссертацию, а в 1973 году — докторскую, на тему «Фитохимическое изучение некоторых растений Грузии и лекарственные препараты».
С апреля 1972 года по ноябрь 2005 года, на протяжении 34 лет, Этери Петровна являлась директором института фармакохимии. Благодаря ей, институт был поднят на международный уровень и приобрел всеобщее признание и авторитет — как в Советском Союзе, так и за рубежом. Под её руководством подготовлено 5 докторов и 27 кандидатов наук, сформирована сильная школа фитохимиков, которые заняли передовые позиции в современной науке.
Ныне Э. П. Кемертелидзе является председателем комиссии по химии физиологически активных веществ НАН Грузии, член Комитета по присуждению Государственных Премий Грузии, член редакционных коллегий 4 международных журналов, председатель Диссертационного Совета в области фармацевтических наук.
Э. П. Кемертелидзе награждена орденами Знак Почета, Трудового Красного Знамени, Орденом Чести и многими другими наградами, среди которых и медаль Кембриджского биографического центра «Личность века 1900—2000» — за личные заслуги планетарного характера.

## Награды
- Орден Трудового Красного Знамени (21.03.1986)
- Орден «Знак Почёта» (18.03.1976)
- Орден Чести (1996)[1]
- Заслуженный деятель науки Грузинской ССР (1982)[1]
- Почётный гражданин Тбилиси (2017)
- Государственная премия Грузии в области естественных наук (2004)
- медаль Кембриджского биографического центра «Личность века 1900—2000» — за личные заслуги планетарного характера
- другие награды

## Основные труды
- Кемертелидзе Э. П., Георгиевский В. П. Физико-химические методы анализа некоторых биологически активных веществ растительного происхождения / АН ГССР, Ин-т фармакохимии им. И. Г. Кутателадзе. — Тбилиси: Мецниереба, 1977. — 224 с.